# Johnny Simmons
Johnny James Simmons (Montgomery, Alabama; 28 de noviembre de 1986) es un actor estadounidense. Ha trabajado en películas como Evan Almighty (2007), Jennifer's Body (2009) donde tuvo el papel de Chip, y The Perks of Being a Wallflower (2012).

## Filmografía

### Cine
| Año  | Título                          | Rol                         |
| ---- | ------------------------------- | --------------------------- |
| 2007 | Evan Almighty                   | Dylan Baxter                |
| 2007 | Boogeyman 2                     | Paul                        |
| 2008 | Trucker                         | Adolescente                 |
| 2008 | The Spirit                      | joven Denny Colt            |
| 2009 | Hotel for Dogs                  | Dave                        |
| 2009 | The Greatest                    | Ryan Brewer                 |
| 2009 | Jennifer's Body                 | Chip Dove                   |
| 2010 | Scott Pilgrim vs. The World     | Neil "Young Neil" Nordegraf |
| 2010 | The Conspirator                 | John Surratt                |
| 2012 | 21 Jump Street                  | Billiam Willingham          |
| 2012 | A Bag of Hammers                | Kelsey Patterson (18 años)  |
| 2012 | The Perks of Being a Wallflower | Brad Hayes                  |
| 2013 | The To Do List                  | Cameron Mitchell            |
| 2015 | The Phenom                      | Hopper Gibson               |
| 2015 | The Stanford Prison Experiment  | Jeff Jansen                 |
| 2015 | Frank and Cindy                 | GJ Echternkamp              |
| 2016 | Transpecos                      | Benjamin Davis              |
| 2016 | Dreamland                       | Monty Fagan                 |
| 2016 | The Late Bloomer                | Dr. Peter Newmans           |

### Televisión
| Año  | Título        | Rol           |
| ---- | ------------- | ------------- |
| 2006 | Numb3rs       | Matt McCrary  |
| 2011 | Cinema Verite | Kevin Loud    |
| 2012 | Elementary    | Adam Kemper   |
| 2015 | The Good Wife | Erik Barsetto |
| 2017 | Girlboss      | Shane         |